# دیوید کلارک (ورزشکار)
دیوید کلارک (انگلیسی: David Clark؛ زادهٔ november ۱۷, ۱۹۵۹ (۶۵ سال)) ورزشکار روئینگ اهل ایالات متحده آمریکا است.
وی در مسابقات کشوری و بین‌المللی در مجموع برندهٔ ۱ مدال نقره، ۱ مدال برنز شده‌است.